# Na Batida do Seu Coração
Na Batida do Seu Coração é o décimo terceiro álbum da dupla sertaneja Gian & Giovani, lançado em 2003. Na Batida do Seu Coração, é um disco que não esquece as raízes de Gian e Giovani, mas soa mais moderno que os álbuns passados. Para a realização do disco, os irmãos viajaram para Nashville no estúdio “New River Studios” nos Estados Unidos, a fim de finalizar o trabalho com o produtor Sérgio Carrer (Feio). O mais difícil, foi encontrar as canções que combinassem com a proposta do disco. Elas deviam ter uma identidade fiel à ideologia do início ao fim. O resultado é um disco pop sertanejo romântico, disse Feio, à ocasião do lançamento. A relação da dupla com os Estados Unidos, vai além da finalização em um estúdio de lá. Músicos como Jimmy Nichols e Jim Hoke, participaram do repertório e deram palpites na produção. As 14 canções inéditas, trazem um repertório envolvido em emoção. A faixa de trabalho, homônima ao disco, é o segredo de toda relação. Você conhece a outra pessoa pela batida. "É só deixar tocar e sentir", diz Gian, em relação a canção composta por Marco Camargo e escolhida como primeiro single desse albúm, seguida de “A Gente Não Consegue Se Amar”, versão da música “Amazed” gravada originalmente pela banda americana “Lonestar”.
Produzido por Sergio Carrer (Feio) e Co-Produzido por João Guilherme Bozza (JG) no Brasil e por Doug W. Holmquist nos (USA).
Lançado pela Sony Music ganhou bastante destaque internacionalmente.

## Faixas
| N.º            | Título                                                                       | Compositor(es) | Duração |  |
| 1.             | "A Gente Não Consegue Se Amar" (M Gisen / A Mayo / C Lindsay - Versão: Feio) |                | 4:29    |  |
| 2.             | "Na Batida do Seu Coração" (Marco Camargo / R Borin)                         |                | 4:09    |  |
| 3.             | "Também Quero Ser Amado" (Carlos Randall / Dedé Paraíso / Sérgio Pinheiro)   |                | 3:52    |  |
| 4.             | "Querer Por Querer" (Carlos Randall / Sérgio Pinheiro / Sam)                 |                | 3:48    |  |
| 5.             | "É Com o Mundo Que Se Aprende" (Mizael / Nildo de Aquino)                    |                | 3:35    |  |
| 6.             | "Na Última Hora" (Giovani / Lucas / Luan / Serginho Sol)                     |                | 3:56    |  |
| 7.             | "Eu Boto Fé Em Mim" (Pedro Barezzi / Sergio Pinheiro / Sam)                  |                | 3:18    |  |
| 8.             | "Vidas de Cristal" (Feio)                                                    |                | 3:08    |  |
| 9.             | "E-U-T" (Feio / Noely)                                                       |                | 3:23    |  |
| 10.            | "Me Faz Perder o Medo" (Joel Marques / Maracaí)                              |                | 3:34    |  |
| 11.            | "Infelizmente Você Me Perdeu" (Feio / Tiãozinho)                             |                | 4:34    |  |
| 12.            | "Que Bom Te Encontrar de Novo" (Dimarco / JG / Giovani)                      |                | 3:44    |  |
| 13.            | "Só Da Boca Pra Fora" (Feio / Fábio Jair)                                    |                | 2:57    |  |
| 14.            | "Das 6:00 da Tarde às 6:00 da Manhã" (Feio)                                  |                | 3:47    |  |
| Duração total: | Duração total:                                                               | Duração total: | 48:94   |  |